# Paige Railey
Paige Railey (Saint Petersburg, 15 mei 1987) is een Amerikaanse zeilster die uitkomt in de Laser Radial klasse. Ze nam tweemaal deel aan de Olympische Spelen.
In 2005 haalde ze goud op de ISAF Women's Laser Radial World Championships. In 2016 haalde ze zilver na Alison Young. In 2010, 2011 en 2013 behaalde ze driemaal brons op deze ISAF wereldkampioenschappen.
Railey haalde goud in de Laser Radial op zowel de Pan-Amerikaanse Spelen 2007 als op de Pan-Amerikaanse Spelen 2015. Op de Pan-Amerikaanse Spelen 2011 moest ze zich met brons tevreden stellen.
In 2012 werd ze achtste in die klasse op de Olympische Spelen van Londen.
In 2006 werd ze laureate van de ISAF World Sailor of the Year Award.